# Gipetins
Els gipetins (Gypaetinae) són una subfamília d'ocells rapinyaires de la familia dels accipítrids (Accipitridae). És difícil trobar una característica distintiva d'aquesta subfamília, de complexa classificació.

## Hàbitat i distribució
Habiten diferents medis a gairebé tots els continents, faltant únicament de l'Antàrtida.

## Sistemàtica
S'ha discutit molt sobre la classificació d'aquest grup. Els diferents gèneres s'han ubicat a subfamílies diferents, així els aligots vespers i espècies semblants s'han ubicat a Perninae i altres a Elaninae, Aegypiinae o Polyboroidinae. Estudis genètics de principis del present segle han propiciat la creació d'aquesta subfamília, que el Congrés Ornitològic Internacional (versió 13.2, 2023) classifica en 4 gèneres amb 5 espècies:
- Gènere Gypohierax, amb una espècie: voltor de les palmeres (Gypohierax angolensis).
- Gènere Gypaetus, amb una espècie: trencalòs (Gypaetus barbatus).
- Gènere Neophron, amb una espècie: aufrany comú (Neophron percnopterus).
- Gènere Polyboroides, amb dues espècies.